# Dalechampia heterobractea
Dalechampia heterobractea är en törelväxtart som beskrevs av Armbr.. Dalechampia heterobractea ingår i släktet Dalechampia och familjen törelväxter. Inga underarter finns listade i Catalogue of Life.